# Sven Svensson (kyrkomålare)
Sven Svensson var en svensk kyrkomålare verksam i slutet av 1700-talet.
Svensson som var verksam i Västergötland under senare delen av 1700-talet var aldrig skråansluten men utförde trots detta självständiga arbeten. För Kvinnestads kyrka utförde han 1793 takmålningar och året efter dekorationsmålade han taket i Nårunga kyrka. Man vet genom bevarade handlingar att han 1795–1796 renoverade altartavlan och utförde målningsarbeten i Barne-Åsaka kyrka.